# جیندویچنگ
جیندویچنگ (انگلیسی: Jinduicheng) شرکت دولتی معدن چینی است، که در سال ۱۹۵۸ تأسیس شد.